# عثمان دوم
عثمان دوم یا عثمان جوان (زاده ۳ نوامبر ۱۶۰۴ - درگذشته ۲۰ مارس ۱۶۲۲ میلادی) سلطان و خلیفه امپراتوری عثمانی بود که از سال ۱۶۱۸ تا سال ۱۶۲۲ میلادی در قلمرو عثمانیان حکومت می‌کرد.

## زندگی
او پسر احمد اول و ماه‌فیروز خدیجه سلطان بود و به زبان‌های لاتین، یونانی، ایتالیایی، عربی، فارسی و سانسکریت تسلط داشت. او پس از خلع عمویش مصطفی اول در سن چهارده سالگی به حکومت رسید.
عثمان به زندانی کردن مصطفی دستور داد و کوسم سلطان و همراهانش را به قصر عتیق در بایزید تبعید کرد. او خلیل‌پاشا وزیر مصطفی را خلع کرد و گوزلچه علی‌پاشا را به جای او به مقام وزارت رسانید.
در زمان عثمان، عزت افندی حق انتصاب و خلع اعضای علما را از دست داد و ریاست هیئت علما به عمر افندی واگذار شد. عثمان با صفویان در ایران قرارداد صلح بست و فعالیت‌های نظامی دولت عثمانی را علیه لهستان متمرکز کرد.
لشکر سلطان عثمان به فرماندهی اسکندرپاشا، نیروهای لهستان را در سکورا در کنار رود پروس شکست داد. عثمان لهستان را در هاتین شکست داد و هاتین به قلمرو عثمانی ملحق شد.

## مرگ
عثمان دوم به دنبال مقابله با ینی‌چری‌ها قهوه خانه‌ها را که محل ایجاد توطئه علیه دربار عثمانی بود بست و برنامه ای برای ایجاد یک ارتش جدید و وفادار ترتیب داد که از ساکنان آناتولی تشکیل شده بود. در نتیجه این اقدامات، ینی‌چری‌ها در سال ۱۶۲۲ دست به شوروش زده و با تقاضای اعدام دلاورپاشا، به کاخ توپقاپی ریختند و وزیران عثمان را به قتل رساندند. در همین زمان عثمان هم از سلطنت خلع و سپس در زندان یدیکوله اعدام شد.

## جنگ با صفویان
پیش از وی، پدرش احمد اول در چند نوبت به ایران صفوی حمله کرده بود اما از شاه عباس شکست خورده بود؛ لذا وی به محض رسیدن به سلطنت، سپاهی بزرگ برای جنگ فرستاد. این سپاه در ابتدا از امام قلی خان شکست خورده و با تلفات سنگین عقب نشست. در میان راه با سپاه شاه عباس روبرو شد و توان مقابله با ایرانیان را در خود ندیده و در نهایت مجبور به صلح شد. طی صلح حاصل شده با نام عهدنامه سراب دستاوردهای زیر نصیب ایران شد: قبول متصرفات ایران از سوی پادشاهی عثمانی، به رسمیت شناختن حاکمیت ایران بر گرجستان ، ارمنستان شرقی، کل آذربایجان و دیاربکر.
عثمان دوم علیرغم جوانی خود به زودی به دنبال تثبیت خود به عنوان یک حاکم برآمد و پس از تثبیت مرزهای شرقی امپراتوری با امضای معاهده صلح (معاهده سراب) با ایران صفوی، شخصاً لشکرکشی عثمانی ها علیه لهستان و شاه زیگیسموند سوم را در طول این دوره رهبری کرد.

## خبر کشته شدن سلطان عثمان در ایران
در سفرنامه آدام اولئاریوس شرحی از وقایع خبر کشته شدن سلطان عثمانی بدین شرح است؛ روز ۲۷ آوریل کلبعلی خان (خان اردبیل) سفیران را از خبری آگاه کرد که به وسیله رستم خان فرمانده کل نیروهای صفوی به او رسیده بود و این خبر حکایت از آن می‌کرد که سپاه ینی‌چری ترک‌ها دست به شورش زده و سلطان عثمانی را به قتل رسانده و عده زیادی از سران آن کشور را دستگیر کرده‌اند. این خبر تولید هیجان و شادی زاید الوصفی در ایران کرد و خان اردبیل دستور داد که جشن گرفته و آتش‌بازی کنند و عده‌ای نیز برای ابراز شادمانی در میدان بزرگ شهر با یکدیگر به کشتی گرفتن پرداخته و با شمشیرهای چوبی اقدام به مسابقه نمودند. سفیران نیز در این جشن و شادی با ایرانی‌ها مشارکت کردند بدین معنی که دستور دادند شش گلوله توپ شلیک شود و خودشان بالای بام رفته و از آنجا جشن و شادمانی مردم را مشاهده کرده و از بالای بام طبل و شیپور را به صدا درآوردند و این اقدام به موقع سفیران، خان اردبیل را خوشحال و شادمان کرد.

## خانواده
سلطان عثمان دوم در طول حکومتش سه همسر برای‌خود اختیار کرد.
عایشه سلطان، از نوادگان هماشاه سلطان و اولین خاصگی عثمان بود. او مادر یک شاهزاده بود.
ملیشاه سلطان، دومین خاصگی عثمان و مادر یک شاهزاده بود.
عقیله سلطان، همسر رسمی عثمان بود که در سال ۱۶۱۹ باهم ازدواج کردند و او مادر دو فرزند بود.

## نگارخانه

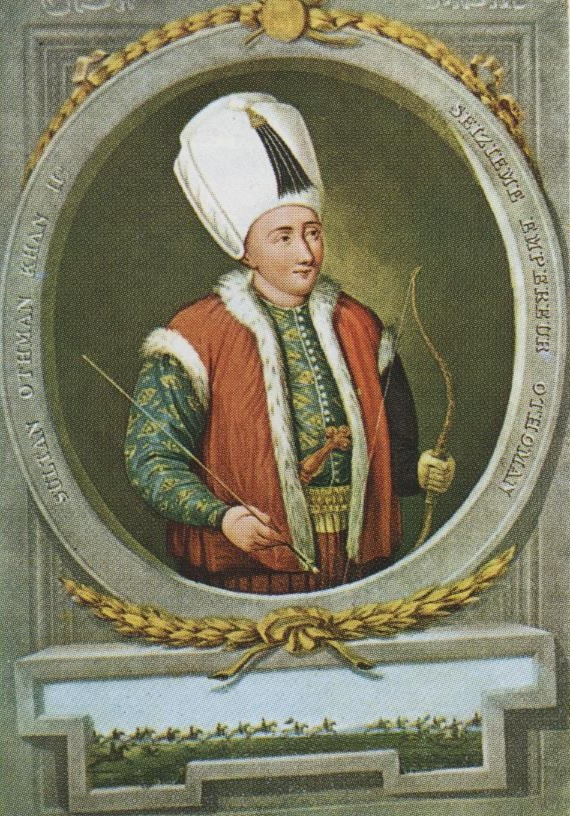
سلطان عثمان ثانی
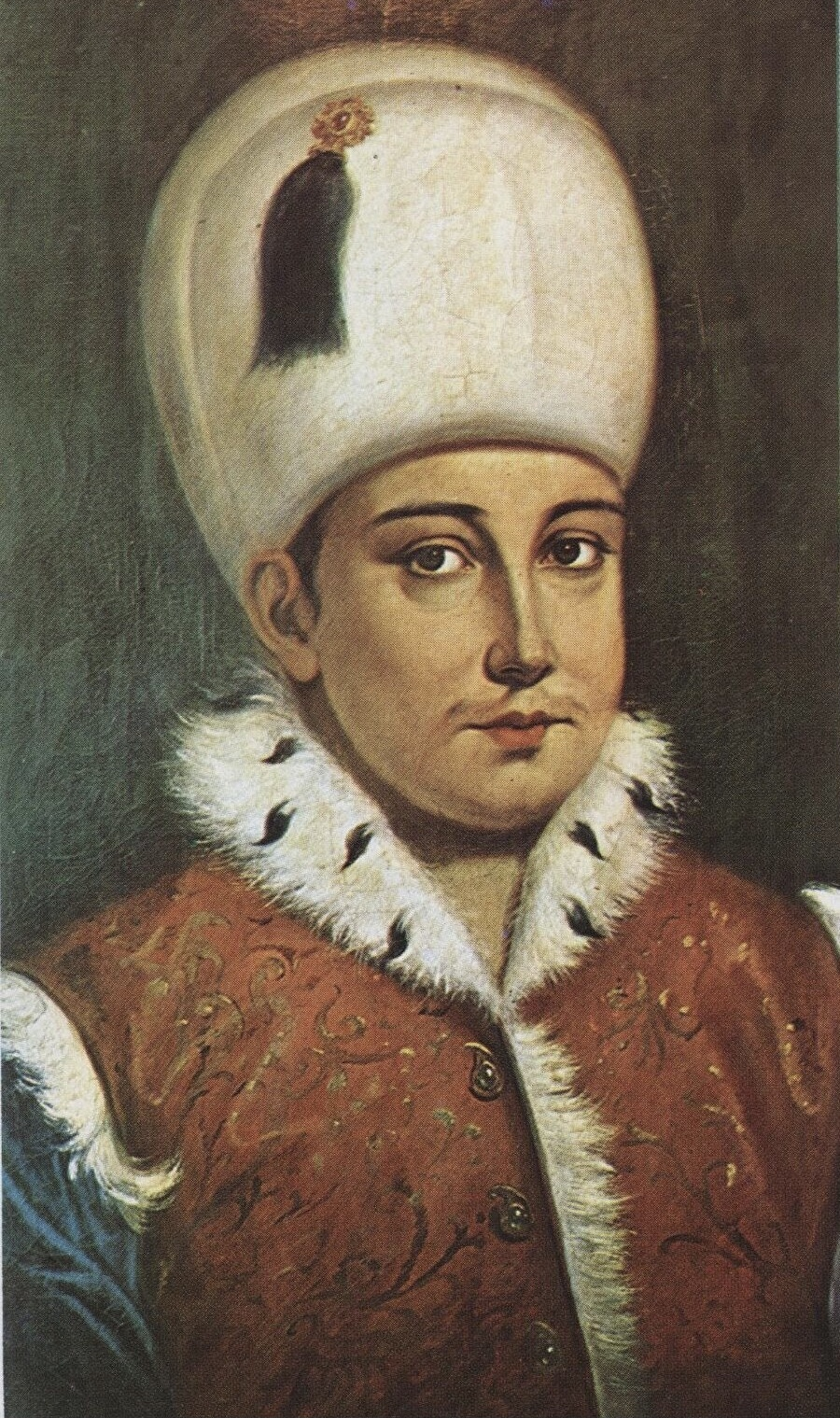
نگاره‌ای از عثمان دوم
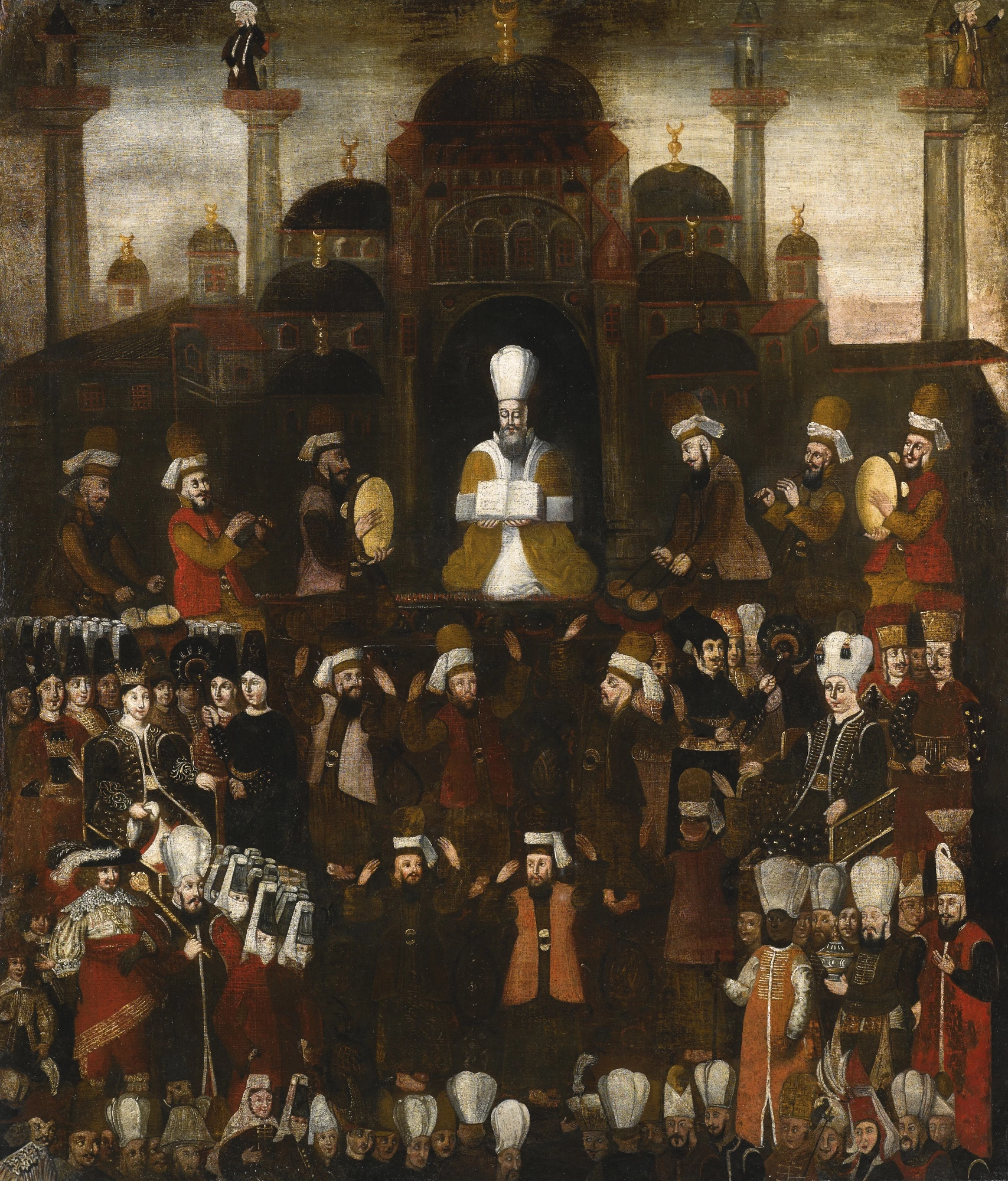
مراسم جلوس سلطان عثمان جوان، سال ۱۶۱۸
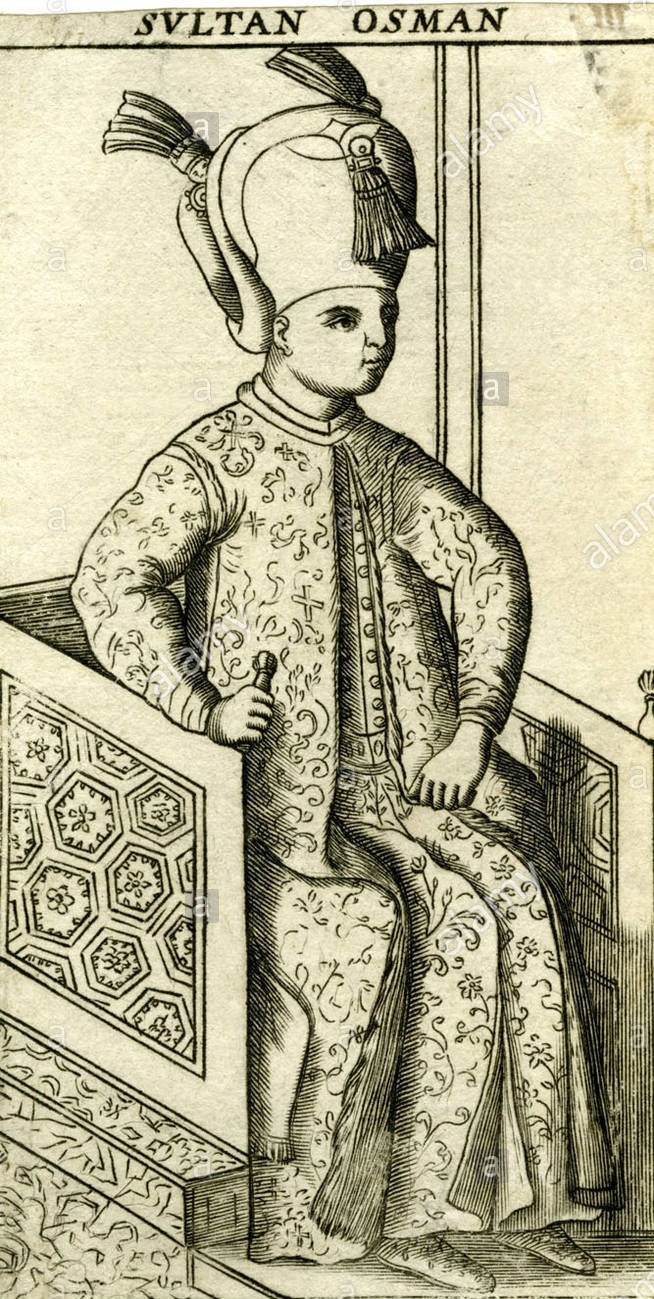
سلطان عثمان دوم نشسته بر تخت سلطنت
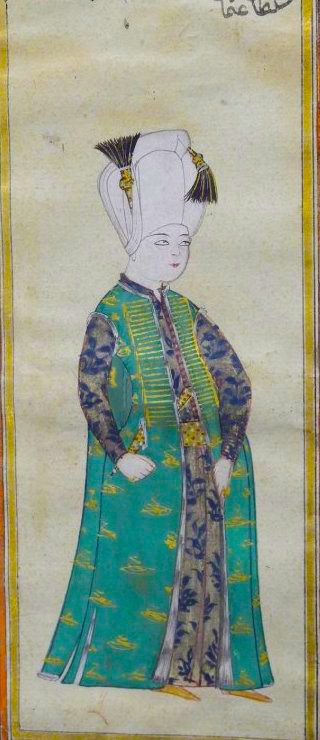
مینیاتوری سلطان عثمان جوان
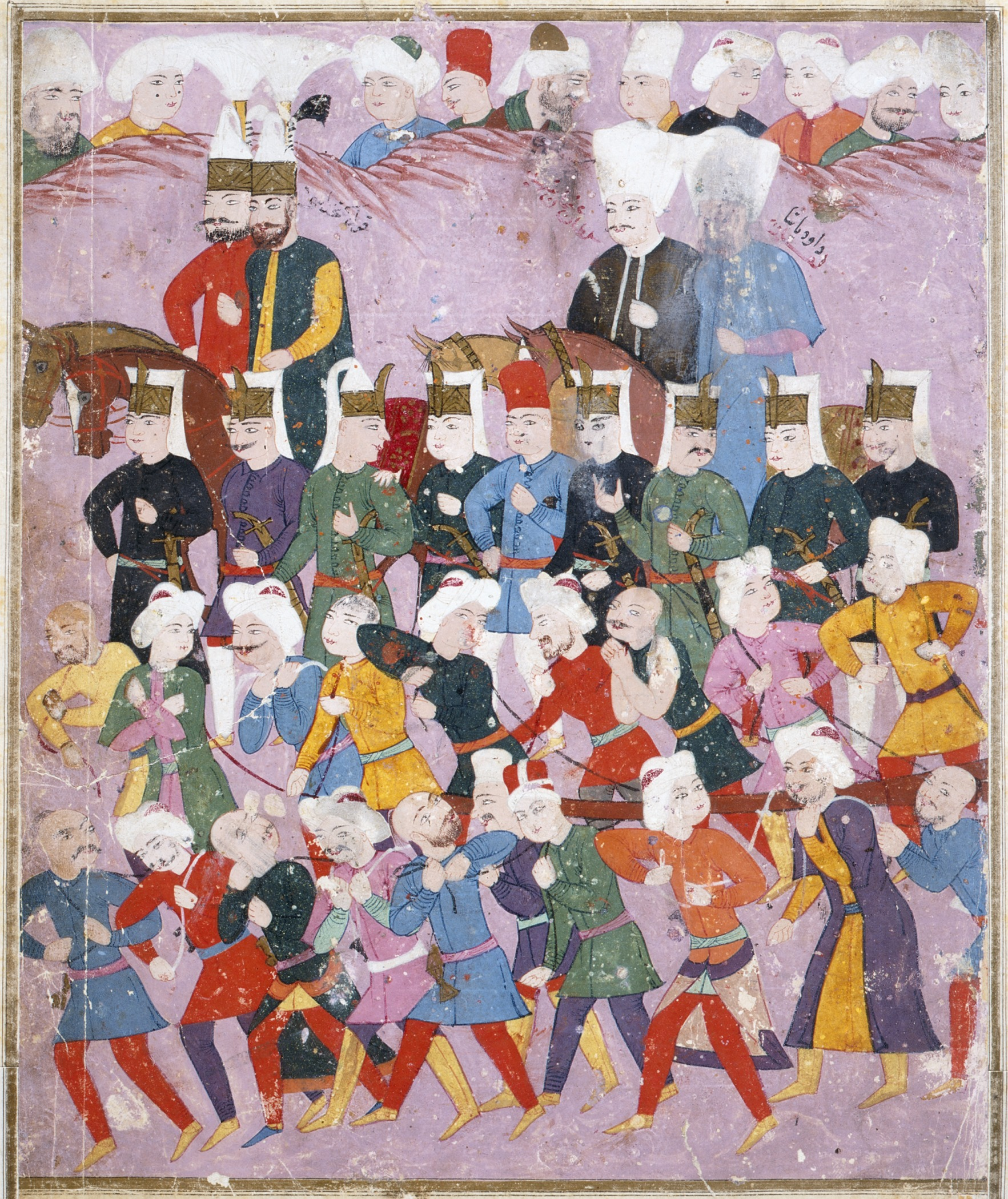
سلطان عثمان دوم به همراه وزیر داوود پاشا در صف ینی‌چری‌ها و سپاهیان عثمانی، در راه خوتین برای جنگ با لهستان، سال ۱۶۲۱
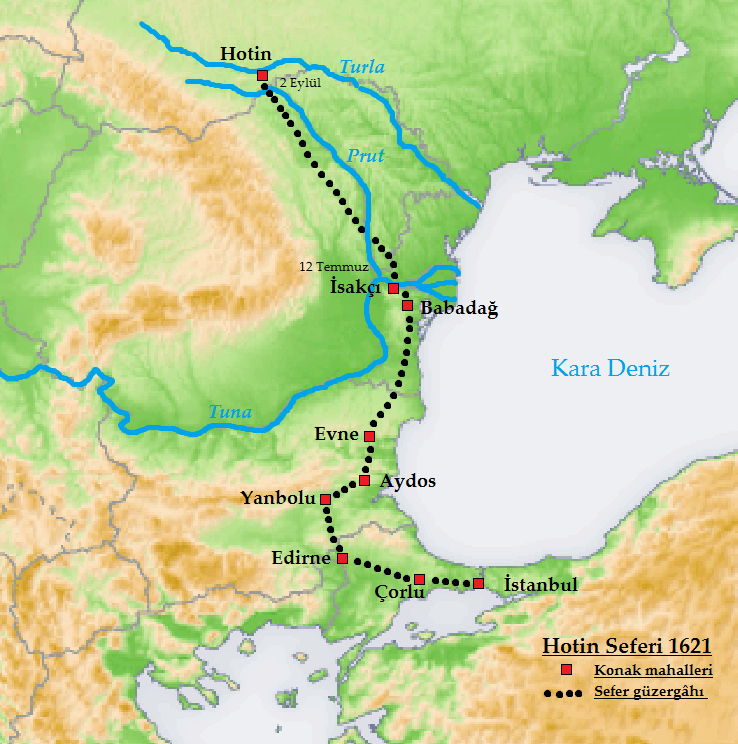
مسیر لشگرکشی عثمان دوم به لهستان، خوتین
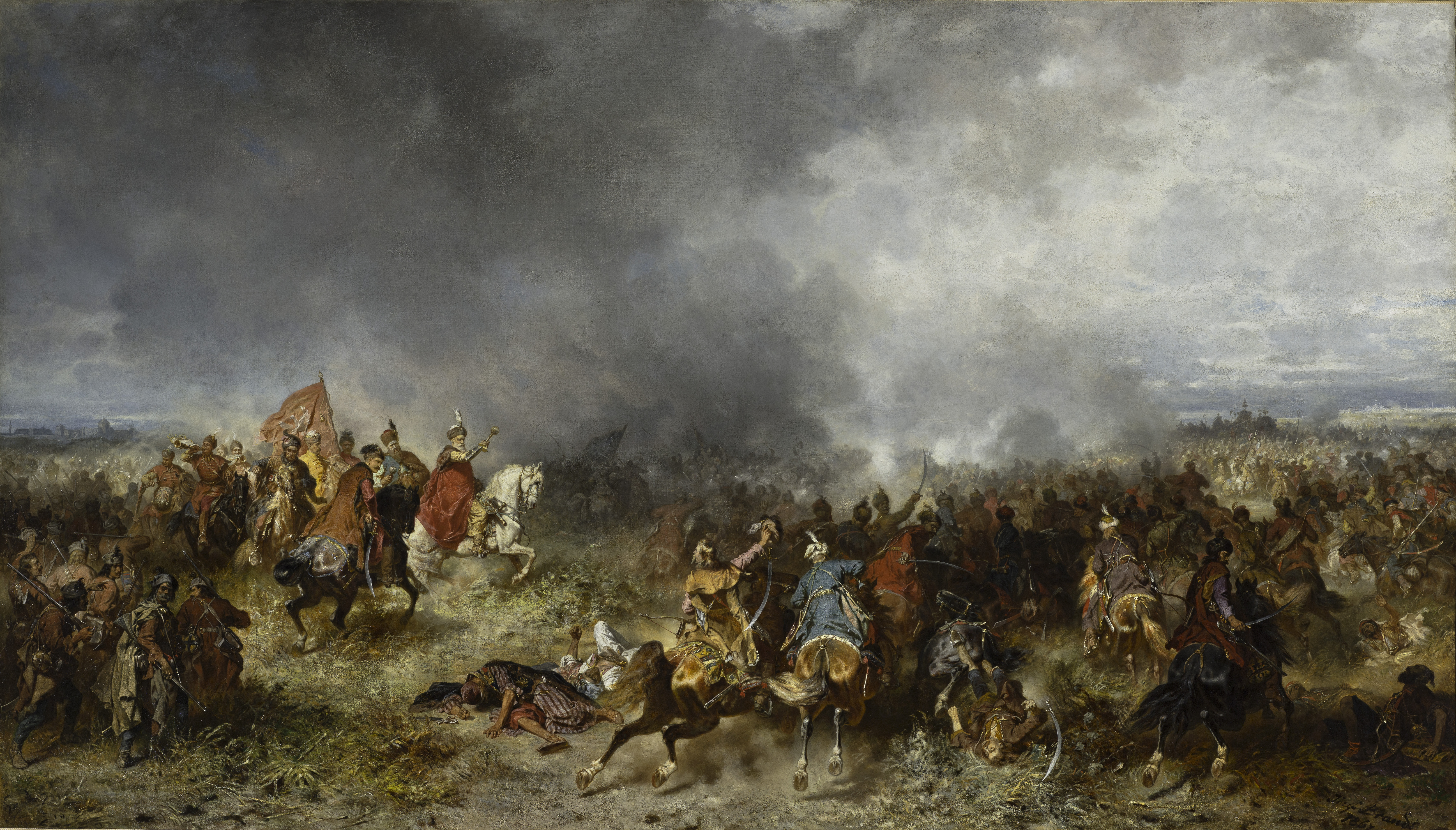
ژان کارول چودکِویچ (فرمانده نظامی لهستان) در نبرد خوتین، اثر ژوزف براندت
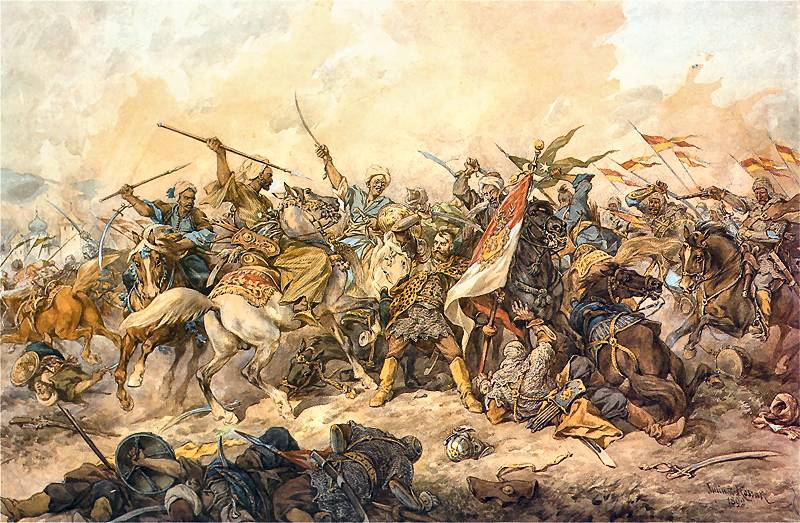
دفاع از لهستان در خوتین، اثر ژولیوژ کوساک
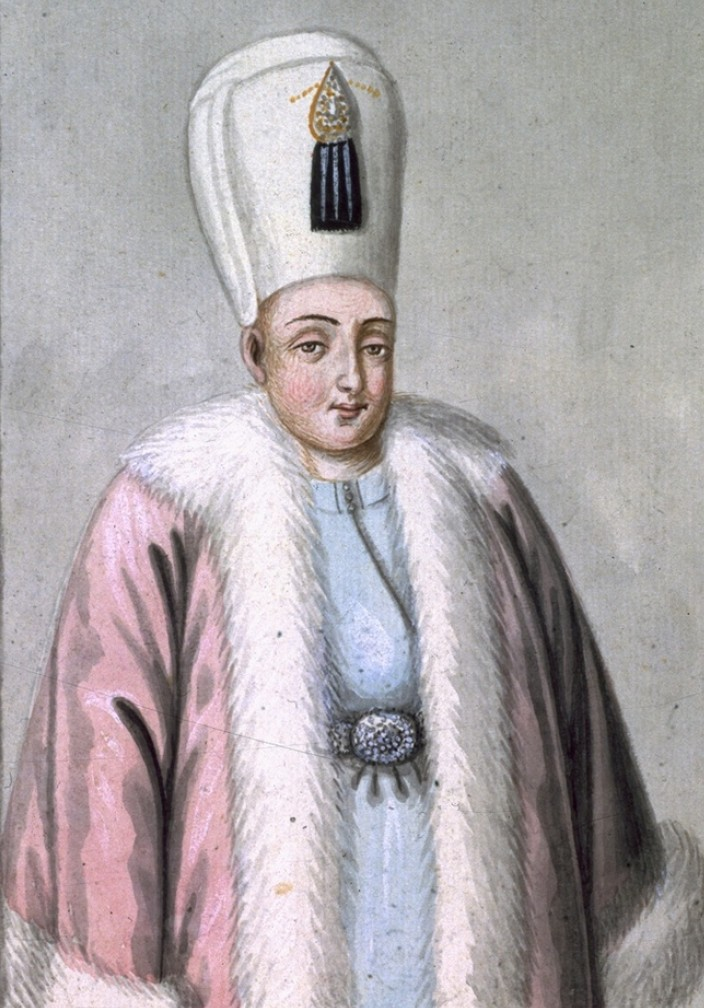
نگاره‌ای از سلطان عثمان خان
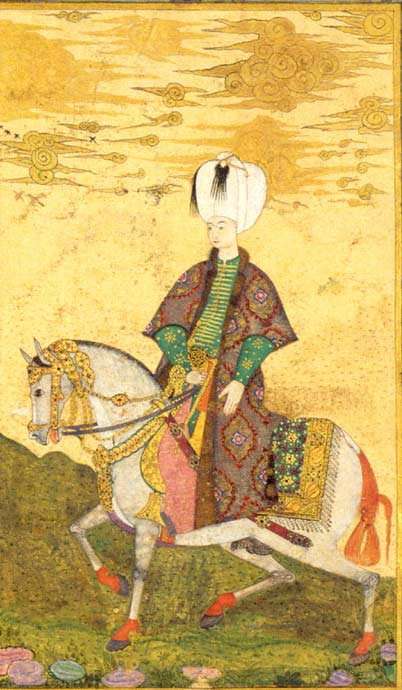
مینیاتوری از سلطان عثمان خان سوار بر اسب
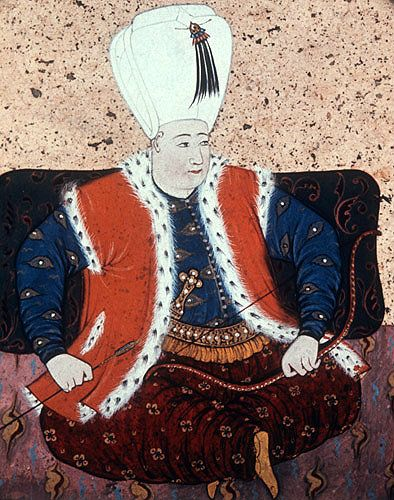
نگاره‌ای از عثمان ثانی
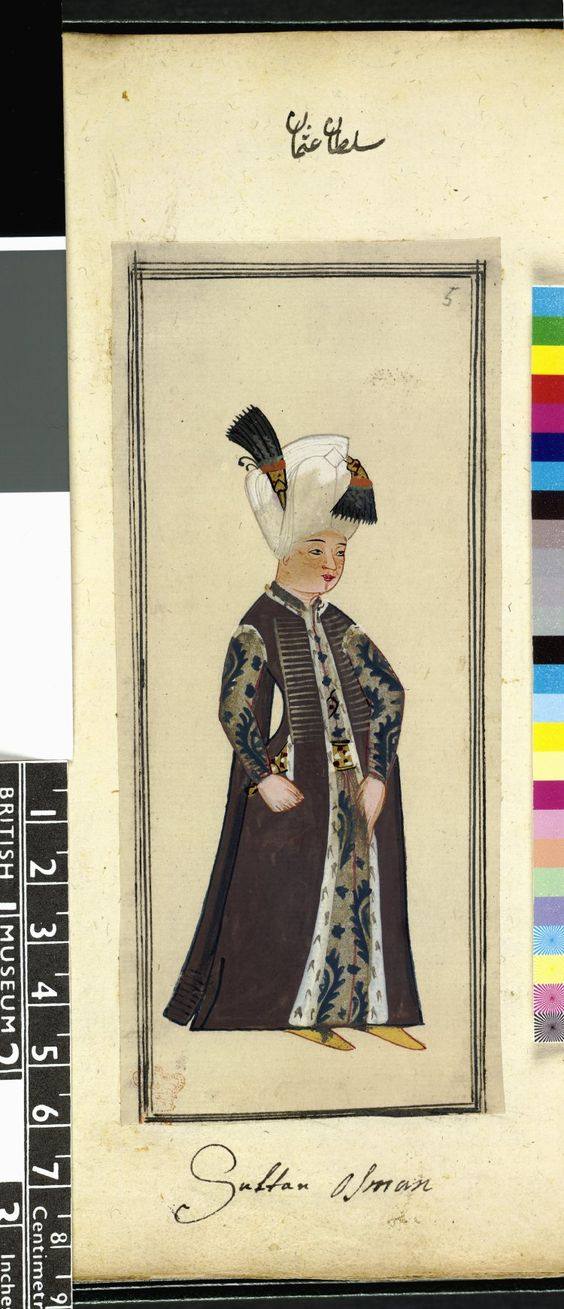
نگاره‌ای از عثمان دوم، سال ۱۶۲۰، نگهداری شده در موزه بریتانیا
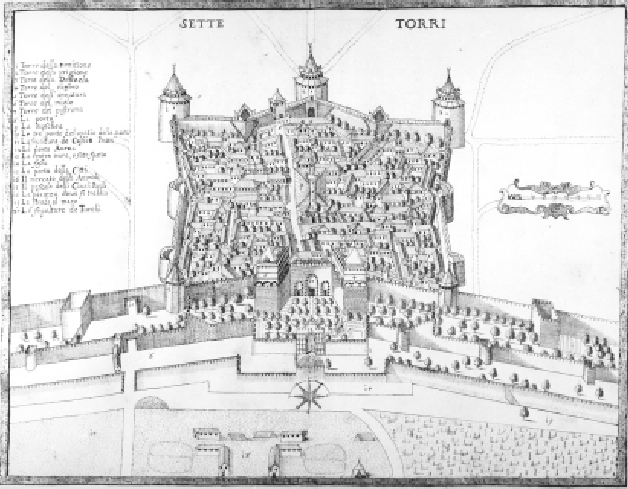
نقاشی‌ای از زندان یدیکوله، سال ۱۶۸۵